# Irena Blühová

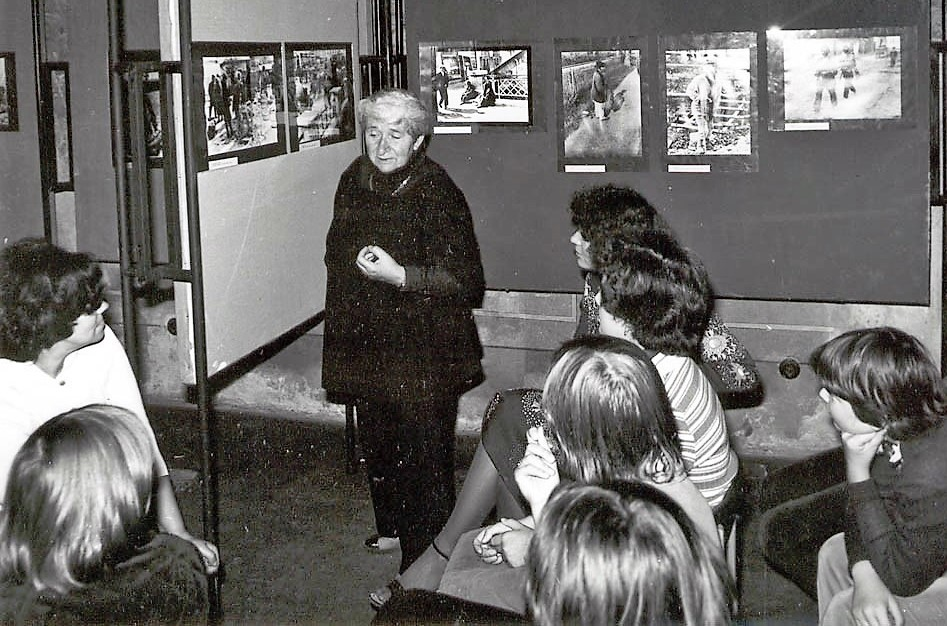
Irena Blühová přednáší v Galerii F

Irena Blühová (2. března 1904, Považská Bystrica – 30. listopadu 1991, Bratislava) byla slovenská fotografka.

## Životopis

### Mládí
Irena Blühová se narodila 2. března 1904 v Považské Bystrici Morici Blühovi, obchodníkovi se smíšeným zbožím. V Považské Bystrici chodila do základní školy. Střední vyšší dívčí školu a gymnázium studovala v Trenčíně na piaristickém gymnáziu. V roce 1920 se vrátila do Považské Bystrice a začala pracovat jako pomocná bankovní úřednice. Od roku 1922 studovala při zaměstnání na reálném gymnáziu v Bratislavě. Již v této době se zajímala o veřejné dění. Ve svém okolí i na cestách pozorovala zaostalost a bídu tehdejšího Slovenska, i proto v roce 1921 vstoupila do vznikající komunistické strany. Patřila mezi jednu z mála žen, které v té době začínaly s fotografováním. Fotografickým přístrojem začala „dokumentovat“ společné výpravy s přítelem a pozdějším manželem, známým malířem Imrichem Weinerem-Králem. Spolu sdíleli společné přátele a zájmy o turistiku, horolezectví a cestování. Také měli stejné názory na svět, politiku a umění.

### Fotografka a studentka
Od fotografií z turistických výletů a sportu, postupně přešla k zobrazování chudoby, nemocí a práce dětí, dokumentovala zaostalost lidí na slovenském venkově. Vytvořila cykly: Děti a dětská práce, Sezónní dělníci, Život a práce pastýřů, Pěstitelky tabáku, Jarmarky a další.
V roce 1931 odešla do německého Dessau na uměleckou, avantgardní a kosmopolitní školu Bauhaus. O té se dozvěděla z reportáží Ilji Erenburga, které psal z cest po Evropě ve dvacátých letech pro sovětský tisk. Irena studovala fotografii u Waltera Peterhansa, typografickou propagaci a dějiny umění u Vasilije Kandinského. Plánovala pracovat jako fotografka a publicistka v tisku. V roce 1933 studium ukončila, nacisté Bauhaus zavřeli.
Irena Blühová si díky Bauhausu zdokonalila fotografickou techniku a pobyt zde jí pomohl k racionálnějšímu poznání principů fotografie.
Po návratu vedla Irena Blühová nakladatelství a knihkupectví v Bratislavě. Stýkala se s levicovými intelektuály a společně založili „sdružení sociálně-kritické fotografie“ Sociofoto. Dále se vzdělávala, Zúčastňovala se prvních kolektivních výstav sociální fotografie. Její snímky používal John Heartfield pro své fotomontáže.

#### Válka
Během války se musela skrývat v horách. Nacisté na ni vydali zatykač. Zabezpečovala aktivistům protifašistického hnutí ilegální přechody z rakouského břehu Dunaje na bratislavský, obstarávala úkryt, stravu i oblečení. Po získání falešných dokladů na jméno Elena Fischerová byla zaměstnána v podniku vyrábějícím náhražky pohonných hmot v Humenném a později v Mlynárovcích. Její manžel žil během války ve Francii. Během posledního roku války zahynuli v Osvětimi a Terezíně její otec, čtyři sourozenci s rodinami a mnoho přátel. Sestra Tereza, která pracovala v odboji, byla popravena. Nepřežili ani blízcí Irenina manžela. Během války Irena přišla o archiv a o většinu negativů a fotografií.

### Vydavatelka, spisovatelka a pedagožka
Po válce, v roce 1945 se stala ředitelkou Vydavatelství Pravda. V roce 1951 pracovala ve Státním pedagogickém ústavu a byla pověřena vybudováním obsáhlé, celoslovenské knihovny. Při zaměstnání vystudovala knihovnictví a pedagogiku. Přednášela na katedře žurnalistiky a knihovnictví Filozofické fakulty Univerzity Komenského. V letech 1955-1965 založila Slovenskou pedagogickou knihovnu a stala se její ředitelkou.
Po válce vytvořila soubor fotoportrétů slovenských spisovatelů. Při své práci se věnovala i literární tvorbě. S Kristou Bendovou vydala knihu pro mládež Prvé kroky (1959). Získaly ocenění za nejlepší prózu roku. Společně s Elenou Čepčekovou připravila knihu O jedno prosím (1966), tato kniha byla vydána i v německém jazyce.

### Stále aktivní
Po odchodu do důchodu v roce 1966 se vrátila ke své milované fotografii. Zaměřila se na fotografování krajiny, vytvořila cyklus Stromy. V 80. letech fotografovala architekturu a městské zákoutí Londýna a Amsterdamu.
Bohatý a dramatický život Ireny Blühové skončil 1. prosince 1991 v Bratislavě, kde zemřela ve věku 87 let. Již od mládí se ve své tvorbě zaměřila na sociální témata a přispěla tak ke vzniku slovenské fotografické reportáže. Je autorkou prvého fotografického mužského aktu. Její jméno se nachází v rozsáhlé encyklopedii 5 000 fotografů, vynálezců a historiků, kteří významně ovlivnili vývoj světové fotografie.

### Výstavy
Její fotografická tvorba byla objevena až v roce 1974. Irena Blühová měla první samostatnou výstavu v Bratislavě až v tomto roce. Pak následovaly výstavy v Berlíně, Helsinkách a Lipsku. S jejím dílem se lze seznámit ve sbírkách galerií na Slovensku, v Berlíně, ve Výmaru, Lipsku, ve Vratislavi nebo Spojených státech amerických.
- Neúprosné světlo. Sociální fotografie v meziválečném Československu. 14. 9. – 28. 10. 2012. Autoři: Karol Aufricht / Irena Blühová / Karel Hájek / Ján Halász / Tibor Honty / Josef Kubín / Ilja Jozef Marko / Sergej Protopopov / Oldřich Straka / Viliam Tóth / Josef Zeman, Galerie Leica, Praha.